# Hydrovatus granosus
Hydrovatus granosus är en skalbaggsart som beskrevs av Guignot 1958. Hydrovatus granosus ingår i släktet Hydrovatus och familjen dykare. Inga underarter finns listade i Catalogue of Life.